# 실뱀
실뱀은 뱀과 실뱀속의 일종이다. 학명은 히에로피스 스피날리스(Hierophis spinalis)이다. 아시아에 서식하며, 한반도에서는 제주도에 서식한다.